# SXF
SXF（エス・エックス・エフ）は、CADデータ交換標準コンソーシアム (SCADEC) が提唱する、異なるCAD間でデータをやりとりする際に使用する中間ファイル形式である。Scadec data eXchange Formatの略。図面の電子納品における標準ファイルとして扱われる。

## 概要
国土交通省の主導で、1999年3月に設立されたCADデータ交換標準コンソーシアム (SCADEC) が開発。

STEPの規格の一つであり、「Part21 交換構造のクリアテキスト符号化 (Clear text encoding of the exchange structure) 」に準拠している。
SXFは、レベル1からレベル4までが存在し、うちレベル1と2は開発が完了している。
- レベル1 画面(紙)上で、図面表示が正確に再現できること。
- レベル2 2次元CAD製図データの要求を十分満たし、再利用時における使い勝手が確保されること。
- レベル3 レベル4の仕様策定過程で必要とされる幾何部分の仕様。
- レベル4 STEP/AP202の製図機能だけではなく、建設分野特有の情報も付け加え、3次元も対象とするプロダクトデータの利用ができること。

物理ファイルはSFC(フィーチャコメントファイル)とP21(STEPファイル)の2種類がある。
P21はSTEP/AP202に準拠した国際的に通用する形式。SFC(Scadec Feature Comment file)はCADデータ交換用の形式で、P21よりもファイルサイズが小さい。
仕様は公開されており、下記リンクから仕様書が入手できるほか、C言語で扱える共通ライブラリも存在する。
現在、多くのCADでSXFへの対応が進められているが、CADアプリケーションの仕様等の問題で、必ずしもデータを同じように扱えるとは限らない。このため一部組織では検定を行い、出力SXFの品質認証を行なっている。 